# 마르셀루 시에리그히니

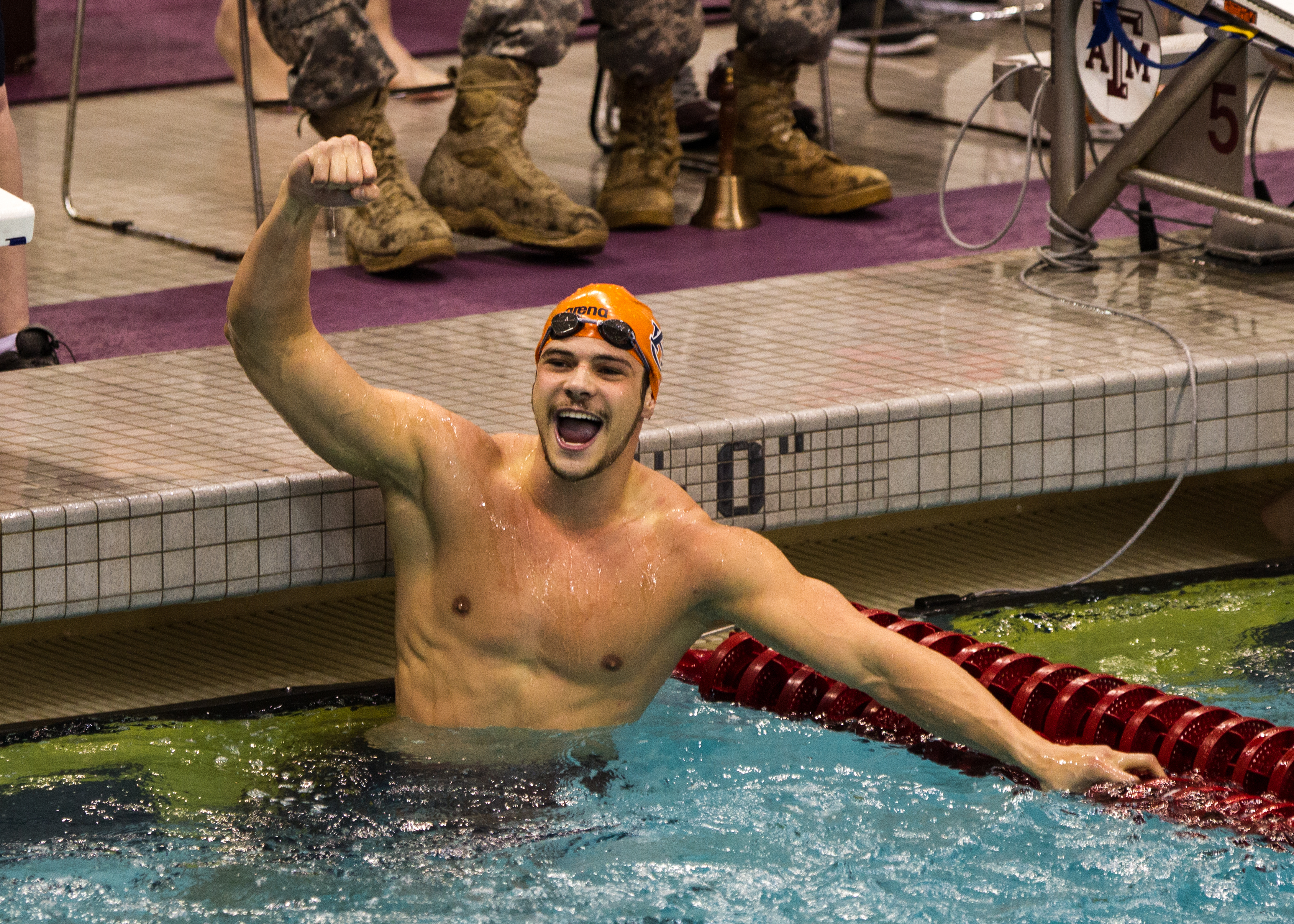
마르셀루 시에리그히니

마르셀루 시에리그히니(Marcelo Chierighini, 1991년 1월 15일 ~ )는 브라질의 수영 선수이다.